# Bellamira
Bellamira is een kevergeslacht uit de familie van de boktorren (Cerambycidae). De wetenschappelijke naam van het geslacht werd voor het eerst geldig gepubliceerd in 1873 door LeConte.

## Soorten
Bellamira is monotypisch en omvat slechts de volgende soort:
- Bellamira scalaris (Say, 1827)